# Antoni Bekierski
Antoni Bekierski herbu Jastrzębiec – rotmistrz chorągwi pancernej, oboźny polny koronny.

## Życiorys
Turek z pochodzenia. Do Rzeczypospolitej trafił w dziecięcym wieku, jako braniec w czasie wojny polsko-tureckiej (1672–1676). Został ochrzczony i wychowany przez rodzinę Kosiorków Bekierskich z ziemi łukowskiej.

W 1683 rozpoczął służbę w armii koronnej jako towarzysz jazdy. W latach 1691–1706 był porucznikiem chorągwi lekkiej jazdy Adama Sieniawskiego. Był uczestnikiem walk z wojskami tureckimi i tatarskimi. Walczył także ze Szwedami w czasie wojny północnej. W 1706 został rotmistrzem komputowej chorągwi jazdy pancernej, na czele tej formacji pozostawał do 1726. Cieszył się dużym zaufaniem hetmana Sieniawskiego, którego był bliskim współpracownikiem i regimentarzem. Dowodził wówczas zgrupowaniem jazdy koronnej stacjonującym nad Dniestrem i ochraniającym rubieże Rzeczypospolitej, przed Tatarami i Kozakami. Kierował także siatką szpiegowską w Mołdawii. Od 1726 był oboźnym polnym koronnym. W roku tym na sejmie warszawskim został nobilitowany jako zasłużony dla Rzeczypospolitej żołnierz, który ex gente Otthomanica wzięty infans, w Państwach naszych assumpto orthodoxae fidei catholicae baptismo, przeciwko nieprzyjacielowi wiary św. heroicznie stając, Rzplitej wiernie służył. Został adoptowany do herbu Jastrzębiec przez generała-majora Dominika Kosiorka Bekierskiego, w którego rodzinie Antoni wychował się.

## Rodzina i majątek
Żonaty z Marianną z Wojnarowskich. Posiadał dziedziczny majątek ziemski Stratyń na Podolu. W 1725 kupił z żoną wieś Miastków na Mazowszu. Bekierski zmarł po 1726 pozostawił czterech synów:
- Mikołaja,
- Adama,
- Aleksandra – porucznika jazdy,
- Franciszka – stolnika dźwinogrodzkiego, posła na sejm (1764),

oraz dwie córki:
- Teresę Grabiankową i Pudłowską,
- Barbarę Dulską.